# Kepler-1649c

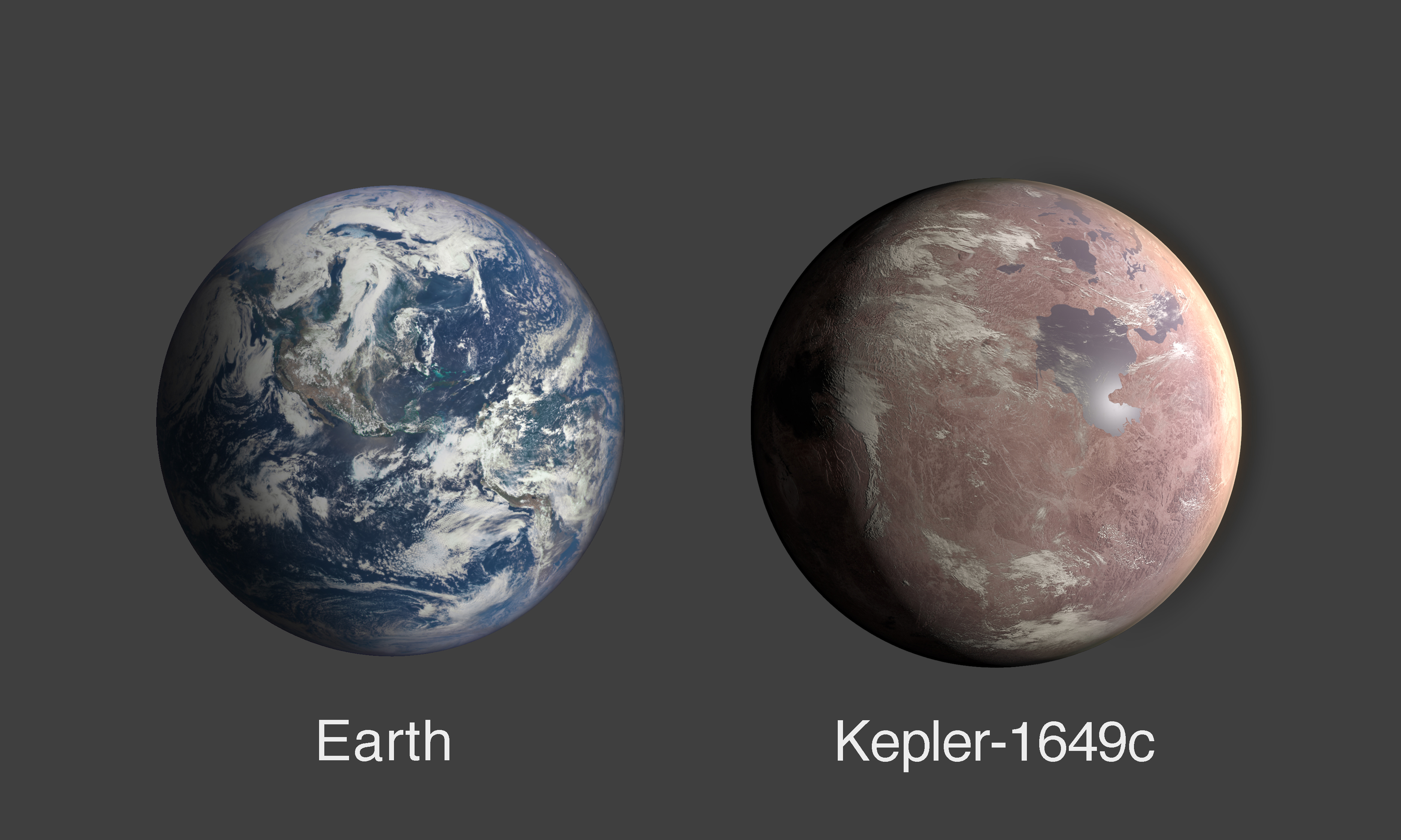
Comparación de la Tierra y el exoplaneta Kepler-1649c

Kepler-1649c es un exoplaneta que orbita la estrella enana roja Kepler-1649, a unos 300 años luz de la Tierra. En 2020, Jeff Coughlin, director de la Oficina de Ciencias K2 de SETI, lo describió como «el planeta más similar a la Tierra» encontrado hasta ahora por el telescopio espacial Kepler. El planeta fue originalmente considerado un falso positivo por el algoritmo robovetter de Kepler, no obstante, el grupo de trabajo de falsos positivos de Kepler publicó su recuperación el 15 de abril de 2020.

## Características

### Masa y órbita

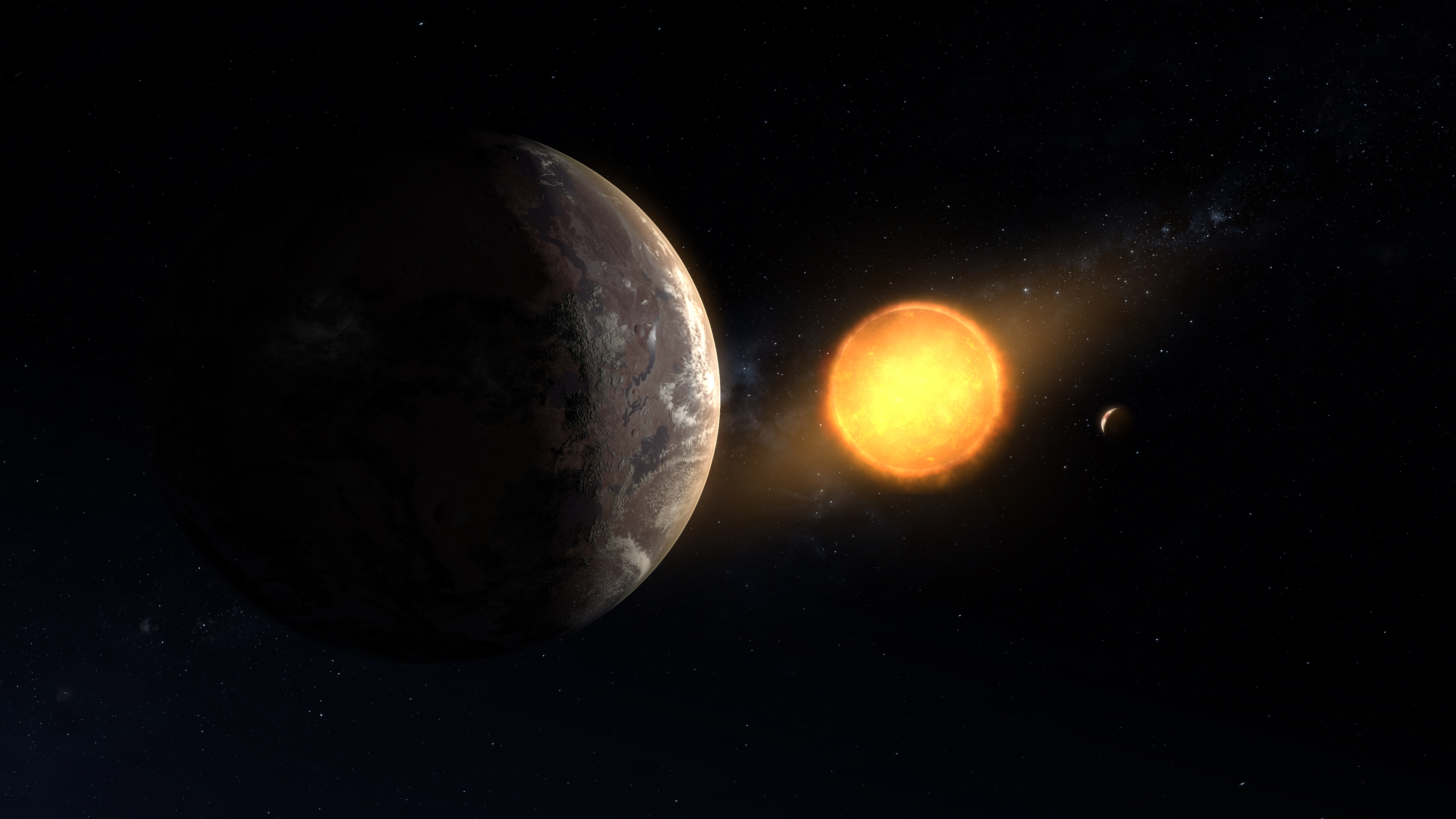
El exoplaneta Kepler-1649c, su estrella anfitriona y Kepler-1649b

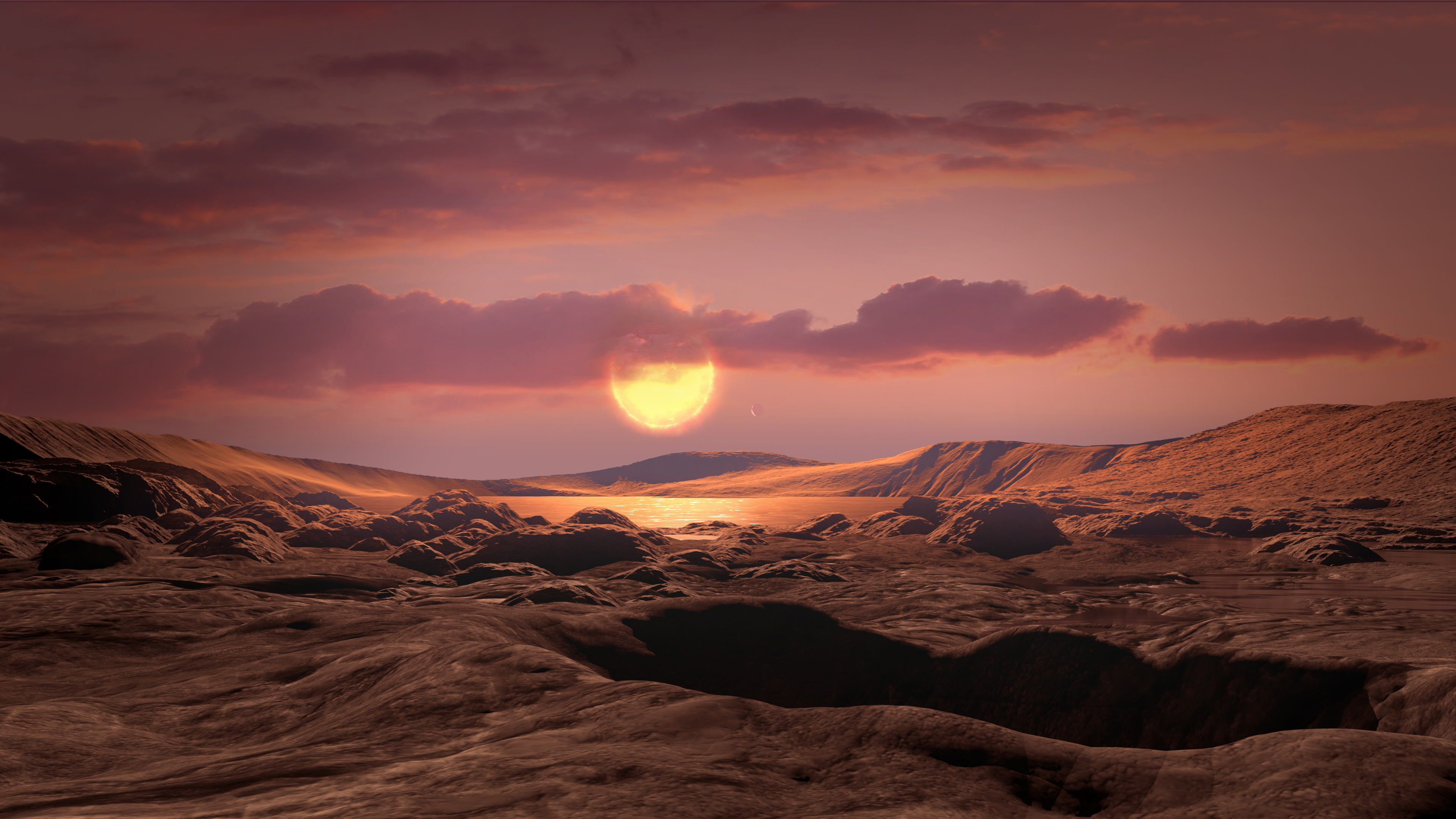
Impresión artística de la superficie de Kepler-1649c con la estrella anfitriona y Kepler-1649b en el cielo

El exoplaneta fue identificado como un planeta rocoso por la NASA y es muy similar a Tierra en términos de tamaño, con un radio 1.06 veces mayor que el de nuestro planeta (6753.26 km de radio). Kepler-1649c, que se encuentra dentro de zona habitable de su sistema estelar, tarda solo 19.5 días terrestres en orbitar a su estrella anfitriona Kepler-1649, una enana roja tipo M.

### Clima
Se sabe muy poco sobre el clima de Kepler-1649c. Recibe de su estrella anfitriona el 75% de la luz que la Tierra recibe del Sol; por lo tanto, dependiendo de su atmósfera, de la cual no está clara su composición, la temperatura de su superficie puede ser lo suficientemente similar a la temperatura de la Tierra como para que pueda haber agua líquida.

### Estrella anfitriona
Kepler-1649 es una estrella enana roja tipo M estimada aproximadamente a ¼ del radio del Sol. con solo dos planetas confirmados en su órbita, el otro es Kepler-1649b.  Este último es similar a Venus de nuestro propio sistema solar de dos maneras. Primero, Kepler-1649b y Venus tienen órbitas de aproximadamente la mitad del radio de los siguientes planetas conocidos (Kepler-1649c y la Tierra, respectivamente) y ambos son de tamaño similar.